# Burt (Iowa)
Burt é uma cidade localizada no estado americano de Iowa, no Condado de Kossuth.

## Demografia
Segundo o censo americano de 2000, a sua população era de 556 habitantes. 
Em 2006, foi estimada uma população de 516, um decréscimo de 40 (-7.2%).

## Geografia
De acordo com o United States Census Bureau tem uma área de 
1,1 km², dos quais 1,1 km² cobertos por terra e 0,0 km² cobertos por água.

## Localidades na vizinhança
O diagrama seguinte representa as localidades num raio de 20 km ao redor de Burt. 